# Zwei in einem Auto (1932)
Zwei in einem Auto ist eine deutsche Filmkomödie aus dem Jahre 1932 von Joe May mit Karl Ludwig Diehl und Magda Schneider, die hiermit den Durchbruch zum Leinwandstar feierte, in den Hauptrollen.

## Handlung
Der kleinbürgerliche Oberbuchhalter einer Trikotfirma, Herr Broesecke, hat bei einem Preisausschreiben ein zwar schlichtes aber doch neues Auto der Firma Hanomag gewonnen und möchte sogleich selbiges mit einer längeren Reise einweihen. Sein Ziel ist Nizza und die Côte d’Azur, doch ganz so betucht ist der schon etwas ältliche und nicht gerade attraktive Buchhalter denn doch nicht, als dass er sich so eine Reise allein leisten könnte. Und so sucht er per Inserat einen Mitfahrer, der sich an den Reisekosten (Benzin) beteiligt. Tatsächlich meldet sich eine Person, gibt aber vorweg lediglich die Initialen LK an. Broesecke geht selbstverständlich davon aus, dass es sich dabei um einen Mann handeln müsse und ahnt somit nicht, dass die Mitfahrgelegenheit die hübsche, junge Lisa Krüger ist. Die verdient ihren Lebensunterhalt als kleine Angestellte in einem Warenhaus und weiß wiederum nicht, wie Herr Broesecke aussieht.
Man verabredet sich im vornehmen Carlton-Hotel. Da Broesecke zu früh eintrifft, setzt er sich an einem Tisch, an dem bereits ein vornehmer Herr besten Alters sitzt. Jener Gentleman ist der wohlhabende Engländer Lord Kingsdale, der auch ein Auto besitzt, jedoch ein deutlich vornehmeres und luxuriöseres. Beide Herren kommen ins Gespräch, und Broesecke unterbreitet dem britischen Edelmann seine Absichten und erzählt, weshalb er hierher gekommen ist. Als Lisa erscheint und das mit Broesecke ausgemachte Erkennungszeichen am Tisch entdeckt, bittet sie einen Pagen, den jüngeren und ihr deutlich besser gefallenden Kingsdale, von dem sie hofft, dies sei ihr Herr Broesecke, auszurufen. Der Lord steht auf und übernimmt vor der jungen Frau, die ganz nach seinem Geschmack ist, den Part des Oberbuchhalters, mit dem sie nach Nizza aufbrechen soll. Da Lord Kingsdale nicht gedenkt, den Irrtum aufzuklären, da er rasch eigene Pläne mit Lisa entwickelt und Broesecke überdies als lästigen Konkurrenten so rasch wie möglich loswerden will, lässt der vermögende Brite unter Lisas Namen Broesecke soviel Geld zukommen, dass dieser allein in Frankreichs sonnigen Süden aufbrechen kann.
Kingsdale alias Broesecke geht nun ganz in seiner neuen Rolle als Reisebegleitung an die Côte d’Azur auf. Beide treten ihre Fahrt an, die äußerst harmonisch verläuft, wäre Lisa als beider Finanzplanerin nicht so furchtbar knickrig, denn sie will für sie beide als mutmaßliche Habenichtse mit jedem Groschen rechnen. Als alle drei Nizza-Reisenden mit ihren unterschiedlichen Fahrzeugen im edlen Riviera-Hotel ankommen, ergeben sich rasch Missverständnisse, da gleich zwei Broeseckes vorbestellt haben, und die Vorbestellung vom Kingsdale-Broesecke erwartungsgemäß sehr viel luxuriöser ausfiel. Der falsche Broesecke hat nämlich gleich eine ganze Suite reservieren lassen. Da es nur einen Broesecke geben kann, fällt auf den Lord sogleich der Verdacht, ein Hochstapler und Schwindler zu sein. Die Polizei erscheint, und bald führen die daraufhin eintretenden Ereignisse in ein großes Wirrwarr. Am Ende klärt sich allerdings alles in Wohlgefallen auf, und die kleine Warenhausangestellte bekommt ihren vornehmen Gatten und darf fortan in einem Schloss residieren.

## Produktionsnotizen
Zwei in einem Auto entstand im Oktober und November 1931 in den Pathé-Natan-Studios von Paris sowie an der Côte d’Azur (Außenaufnahmen) und wurde am 8. März 1932 in Berlins Gloria-Palast uraufgeführt. Da die Tonqualität sehr schlecht ausfiel, wurde der Streifen nach nur sechs Tagen Spielzeit wieder zurückgezogen und vom Tonspezialisten Hans Conradi neu bearbeitet, sodass Zwei in einem Auto am 22. März 1932 seine zweite Premiere, diesmal am UFA-Pavillon am Nollendorfplatz und nunmehr erfolgreich, feiern konnte.
Produzent Joe May übernahm auch die Produktionsleitung, Mays Neffe Viktor Eisenbach die Aufnahmeleitung. Die Filmbauten schufen Hermann Warm und Heinrich C. Richter. Der damals bereits 48-jährige Theaterschauspieler Richard Romanowsky gab hier sein Filmdebüt.
Von diesem Film stellte Joe May auch eine französischsprachige Version unter dem Titel Paris-Méditerranée her. Die Hauptrollen übernahmen hier Jean Murat und Annabella.
Zwanzig Jahre später drehte Ernst Marischka ein österreichisches Remake dieses Filmstoffs unter demselben Titel.

## Musik
Folgende Musiktitel wurden gespielt:
- Es liegt heut‘ in der Luft wie Liebe und Duft
- Ich leg‘ mein Herz in Deine kleinen Händchen
- Zwei in einem Auto

Die Titel erschienen im Alrobi-Musikverlag, Berlin. Die Musiktexte übernahm Fritz Rotter, es sang Leo Monosson.

## Kritiken
Der Wiener Tag schrieb: „Mays neuer Tonfilm ist mit Grazie inszeniert und mit der liebenswürdigen Note, die all seine Filme auszeichnet. (…) Mays entscheidende Entdeckung für den Film … ist Richard Romanowsky, ein köstlicher Charakterspieler, ein herzerfrischender Komiker ... Zwei in einem Auto bereitet angenehmes und kultiviertes Amüsement.“
Die Oedenburger Zeitung urteilte: „Ein Tonfilm mit Magda Schneider in der Hauptrolle! Kann der etwas anderes sein als ein getreues Spiegelbild pulsierenden Lebens, lebensfroher Heiterkeit und bejahenden Lebenswillens. Der vorliegende Film bietet der Künstlerin besonders Gelegenheit, voll und ganz zur Geltung zu kommen … Ein Kapitel für sich bilden die herrlichen Landschaftsbilder von Monte Carlo, die einen recht eindrucksvollen Rahmen bilden.“
Die Sport-Stunde befand: „Joe May inszeniert diese an ein Märchen gemahnende Komödie mit netter angenehmer Behutsamkeit, vermeidet grobe Überdeutlichkeiten und erzählt die Sache im beschwingten Tempo. (…) Karl Ludwig Diehl mimt sehr sympathisch den Lord und legt alle für diese Rolle notwendige Vornehmheit an den Tag. (…) Die stärkste Leistung aber bietet Richard Romanowsky, dessen unwiderstehliche, aus feinsten Zügen gesponnene Komik jetzt auch im Film wahre Triumphe feiert. Sein Buchhalter ist eine ganz köstliche Figur.“